# Tour of the Alps
Tour of the Alps ("Alperna runt") är ett årligt etapplopp inom landsvägscykling i Italien och Österrike. Det körs i mitten av april under fem etapper i europaregionen Tyrolen–Sydtyrolen–Trentino. Från 2001 till 2016 startade och slutade tävlingen i Arco. Sedan 2020 tillhör tävlingen UCI ProSeries (kategori 2.Pro); innan dess, från 2005, ingick det i UCI Europe Tour och kategoriserades som 2.HC. Fram till och med 2016 hette tävlingen Giro del Trentino och höll sig inom Italiens gränser.
Tour of the Alps ses som en bra uppvärmningstävling inför Giro d'Italia som startar några dagar senare. Francesco Moser, Gilberto Simoni, Paolo Savoldelli och Damiano Cunego har alla vunnit Giro del Trentino innan de fortsatte till Giro d'Italia och segrade även där.
Den första upplagan gick av stapeln under 1962, då som ett endagslopp med start och mål i staden Trento och vanns av italienaren Enzo Moser. Loppet avhölls även året därpå, men sedan dröjde det fram till 1979 innan det återuppstod, då som ett tvådagarslopp. Året därpå ökades antalet etapper till tre, vilket ökades till fyra 1990. 
Under 1986 vann ingen individuell cyklist tävlingen, utan det var en lagtävling kallad Coppa Italia där segrarna blev Carrera-Inoxpran.
2015 slogs det tidigare fyradagarsloppet samman med Trofeo Melinda, som var ett endagslopp som tidigare avhölls i regionen Trentino-Sydtyrolen. Tävlingen kallades då Giro del Trentino-Melinda.
Italienaren Damiano Cunego har rekordet i antal segrar i tävlingen - tre stycken.

## Podieplaceringar
| 1964-1978 |

| 2020 |

Not: 1986 kördes loppet som en lagtävling, och ingen individuell vinnare utsågs.